# Río Paraná Pavón
El río Paraná Pavón -también denominado río Pavón- es un curso fluvial situado en el sur de la provincia de Entre Ríos, centro-este de la Argentina. Hidrográficamente constituye un brazo del río Paraná inferior, formando parte del tramo medio del delta homónimo, siendo uno de sus principales gajos en ese sector. 
Flora y fauna
Entre su flora se encuentran árboles nativos como sauces, camalotes, mburucuya. 
Su fauna silvestre se encuentra integrada por carpinchos, nutrias, lobitos de río, comadrejas y diversas especies de ratones. Por el lado ganadero se suele explotar la pastura de su suelo para la crianza de vacas, caballos, cabras, ovejas, cerdos, pavos, gallinas, patos y gansos. 
El grupo de las aves abarca patos, cardenilla, cardenal, federal, mixto, jilguero, tuyango, biguá, cisne de cuello negro, palomas, golondrinas, entre otras. 
Los anfibios del lugar son ranas, escuerzos, renacuajos, sapos, anguila. 
Los reptiles más frecuentes son la yarará, culebra, lagarto overo, lagartija verde y tortuga de río.  
Los peces que albergan sus aguas son el surubí, dorado, patí, manduve, manguruyú tape, tatucha, boga, pejerrey, corvina de río, pacú, raya, tortuga de río.     

## Descripción general
Este río corre por el delta medio del río Paraná, ya que su nacimiento se sitúa justo en el límite entre en el sector superior y el medio de la región deltaica. Su origen probablemente se debe a movimientos epirogénicos. Su curso tiene un rumbo general oeste-este. Ecorregionalmente, sus aguas se incluyen en la ecorregión de agua dulce Paraná inferior; mientras que los terrenos de sus márgenes inmediatos se adscriben en la ecorregión terrestre delta e islas del río Paraná.
En el pasado fue el hábitat de etnias de aborígenes, los que se nutrían de los peces, aves y mamíferos de la región además de algo de horticultura, y vivían en pequeños túmulos o cerritos sobre elevados, por ejemplo los sitios arqueológicos a la vera de este río: “Cerro Grande”, y “Túmulo I del Paraná Pavón”.

## Descripción de su recorrido
Todo su recorrido transcurre en una región silvestre, sin poblados ribereños ni próximos, así como tampoco rutas o caminos que permitan alcanzar sus márgenes, o tan solo aproximarse a las mismas. Fluye como un típico río de poca pendiente, formando innumerables meandros, marginados por barrancas de varios metros de talud. Antiguos meandros, ya abandonados por el curso, hoy conforman una serie de lagunas alargadas o con forma de medialuna, conectadas al río por arroyos pequeños. El Paraná Pavón exhibe en su cauce varias islas, a las que sortea abriéndose en dos brazos. La más grande es la isla Gorosito, la que se encuentra frente a la laguna homónima, posee una longitud de 3550 metros y un ancho máximo de 900 m.
La anchura del Paraná Pavón no es constante, ya que varía entre sectores angostos (con mínimos de 160 metros) alternando con otros de gran holgura (con amplitudes máximas de agua libre de hasta 810 m). Su longitud total es de 118 km. La profundidad es de entre 10 y 12 metros.
Nacimiento y jurisdicción
El río Paraná Pavón nace como un efluente del brazo principal del río Paraná inferior, del cual se abre en el kilómetro 375 de dicha ruta fluvial, en la confluencia situada en las coordenas: 33°11′47.61″S 60°16′26.32″O / -33.1965583, -60.2739778, frente a la ciudad santafecina de Villa Constitución. La totalidad de su recorrido discurre dentro de la provincia de Entre Ríos. Pertenecen al departamento Victoria los territorios correspondientes al primer tramo de su margen izquierda, desde su nacimiento hasta la desembocadura del río Victoria, sitio en el cual pasa la jurisdicción de dicha margen a pertenecer al departamento Gualeguay, a esta última división administrativa también pertenecen los territorios de la totalidad de su margen derecha, los mismos corresponden al enorme territorio fluvial insular conocido como islas de las Lechiguanas.
Margen derecha
Varios pequeños cursos se desprenden del Pavón hacia la derecha para discurrir por el interior de la gran isla de las Lechiguanas. Ordenados desde el nacimiento son el canal de la laguna Ciega y los arroyos: Ceibo, Perdido, de los Hornillos, Los Ingleses, Tigre y Tala.
Margen izquierda y desembocadura
Por la margen izquierda son varios los arroyos que desembocan en él. El primero es el arroyo Maravilla (desagüe de la laguna de López), le sigue el Laureles, y luego el Tiestos Chicos, Tiestos Grandes, etc. También por la ribera izquierda desemboca el río Victoria (principal afluente del Pavón), el cual recibió los excesos pluviales del arroyo Nogoyá, del arroyo San Lorenzo y del Bateas, entre otros. Varias lagunas se encuentran a poca distancia, generalmente comunicadas con el Pavón por cortos canales; las mayores son la laguna Matadero, del Tigre, de López, San Lorencito, Sauzal, etc. En la margen del Paraná Pavón justo en la desembocadura del Victoria se encuentra el paraje: “Boca Río Victoria”, frecuentado por pescadores. Seguidamente luego de que el Pavón se abra en dos brazos para rodear a una isla alargada y superar el siguiente meandro recibe por la izquierda al arroyo Malo, el cual es un pequeño efluente desprendido hacia la izquierda del bajo río Victoria.
Finalmente el río Paraná Pavón recibe por la izquierda (norte) al río Gualeguay, el más importante del interior provincial, el cual unos kilómetros antes había recibido la descarga del arroyo Clé. La unión del río Gualeguay con el Paraná Pavón (en las coordenas: 33°19′13.04″S 59°38′3.57″O / -33.3202889, -59.6343250) marca el final de este. El curso resultante de la conjunción de los caudales de ambos ríos se denomina río Paraná Ibicuy o simplemente río Ibicuy.